# Epidendrum dixiorum
Epidendrum dixiorum är en orkidéart som beskrevs av Eric Hágsater. Epidendrum dixiorum ingår i släktet Epidendrum och familjen orkidéer. Inga underarter finns listade i Catalogue of Life.